# Козичино
 Тази статия е за селото в България.  За селото в Северна Македония вижте Козичино (община Кичево).  
Козичино е село в един от трите дяла на Източна Стара планина – „Коджа Балкан“. В административно деление, то се намира в община Поморие, област Бургас, като гориста област е в подчинение на Горско стопанство Несебър. Козичино е известно още като Еркеч. Най-популярната теория за произхода на името на селото – Еркеч е, че произхожда от турското словосъчетание – „еркен геч“ т.е. „мини-замини“ или „мини по-бързо“. Тъй като това словосъчетание е своего рода призив за спешно действие, то при бързо изговаряне се редуцира до „еркеч“. Така викат децата, като прескачат лагерния огън. Така подвикват и стопаните, когато се стремят да засилят каруцата по надолнището преди преминаване на реката, за да може по-лесно да изкачат баира. При всички случаи обаче, селото е останало в историята като опасно за отсядане и преспиване място, през което трябва да се премине по най-бърз начин.(„ В Еркеч турски крак не е замръквал. Ако е замръкнал – не е осъмнал“ – припомнят и днес еркечани). Друга версия от топонимиката на селището, пак от турски език, се свързва с „еркичите“ – козли, водачи на стадото. След неуспешни преговори с турското правителство, относно българските имоти, на 15 септември1934 г., имената на хиляди български села с турски имена са подменени. Селото е преименувано от Еркеч на Козичино. За повече информация, свързана с историята, географията и традициите на селото може да се прочете в книгите на проф. Петър Куцаров: “Еркеч“, Бургас, 2001; “Еркеч и еркечани - история, култура, бит и душевност”, София, 2009; “Притезки от вулята на Еркеч”, София, 2017; “Неразгаданият феномен Еркеч”, София, 2023; “Пътеките на Еркеч”, София, 2025.

## География
Селото се намира на 39 km от общинския център Поморие и на 47 km от областния център Бургас.

## История
Един от центровете на ваяците със запазен уникален архаичен диалект и фолклор. Най-ранните данни за село Козичино са от първите векове на османското владичество. От данъчен документ от 1676 година разбираме, че от Еркеч е събран ечемик. Друг документ от 1731 година гласи, че приходът от овцете през тази година в община Анхиало силно е намалял, поради лютата зима. Заповядано е да се извърши преброяване на овцете и опис в населените места в общината, сред които се споменава и Еркеч. Точното местоположение на селото се е знаело. Интересно е да се припомни, че Еркеч е създаден като село и винаги е бил село, въпреки че през 1828 г. е наброявал повече от 300 къщи и е бил областен център./ За сравнение Бургас е обявен за „град“ едва на 22 септември 1862 г. само с 56 рибарски къщи, благодарение на султански указ на Абдул Азис, от същата дата. Този факт обяснява защо от всички околни села са идвали хора данъкоплатци в Еркеч, за да си плащат таксите и данъците и „еркен-геч“ /набързо/ са си отивали. В това древно село народната памет показва 4 /четири/ гробища в различни местности, според развитието на селото през вековете. Историците оценяват датировката на създаването на дадено селище косвено по неговите гробища. Всяко гробище се оценява на 100 – 120 г. давност. Така грубо може да се изчисли, кога е възникнало селото – в края на 16 век. В тази сметка не влиза петото гробище, предназначено за неканени и зловредни гости, намиращо се в местността „Патронска кория“. В това тайно през онези години гробище еркечани са хвърляли труповете на убити хора по време на османското владичество. Днес то пак съществува, но не тайно. Знае се и се ползва като септична яма за умрели животни. Представлява естествена природна вдлъбнатина, приличаща на дълбок кладенец.
В землището на Козичино е направено археологическо откритие на съкровище от сребърни дирхами на Златната орда, вероятно укрито около 1399.

## Население

### Етнически състав
Преброяване на населението през 2011 г.
Численост и дял на етническите групи според преброяването на населението през 2011 г.:
| Година              | 1884 | 1887 | 1893 | 1900 | 1905 | 1910 | 2011 |
| ------------------- | ---- | ---- | ---- | ---- | ---- | ---- | ---- |
| Общо                | 1171 | 1255 | 1141 | 1141 | 1179 | 1327 | 212  |
| Българи             | 1166 | 1252 | 1141 | 1129 | 1171 | 1308 | 207  |
| Гърци               | 5    | 2    |      | 3    | 7    | 5    |      |
| Турци               |      | 1    |      | 1    | 1    | 1    | -    |
| Цигани              |      |      |      | 8    |      | 13   | -    |
| Други               |      |      |      |      |      |      | 5    |
| Не се самоопределят |      |      |      |      |      |      | -    |
| Неотговорили        |      |      |      |      |      |      | -    |

## Религии
Източноправославно християнство. Църквата е построена 1847 г. и е именувана на св.великомъченица Параскева-Петка. Поради отдалеченост на времето и липсата на документи, днес е трудно да се подреди цялата документална история на църквата в село Козичино. Има сведения, че в Еркеч е имало църква преди последното опожаряване на селото през периода 1828 – 1832 година, към която е организирано и примитивно килийно училище. Основите на такова килийно училище с параклис, според все още живи стари хора се намират в местността „Стойов мост“, намираща се на входа на селото, тоест на Изток от входа му. Историята на църквата в село Козичино е тясно свързана с възрожденските процеси в българското общество, от които еркечени не са били изолирани. Тези процеси започват първо чрез самоосъзнаване и борба за независима българска църква и просвета.
Църквата е строена през годините 1845 – 1848. Разрешение за построяването се е изисквало и заради това четирима души, от четирите най-знатни рода на коне са тръгнали към Цариград /Истанбул/, за да го получат, свидетелстват стари хора. Това са Дойно Великов, чийто син Петко по-късно служи в църквата до кончината си, повече от 60 години. Демир Стойков – от Карачобански род. Кольо от рода Кеси и Рою от рода Емшери.
Строежът сплотява цялото местно население, което влага всичката си сила и енергия в общата кауза. Църквата е строена само нощем да не се дразнят турците. Това обуславя и избора на място – най-ниското в селото, което впоследствие се сакрализира. Понякога турски шайки от съседните мюсюлмански села – Лопачлър, Палазлър и Кедиклър, правели набези и разрушавали построеното. Еркечени не се задоволявали само с възстановяване на развалините, а в отговор пречели на изграждане на минаре на известната джамия при село Челебиево.
Църквата представлява класически пример на трикорабна базилика с двускатен покрив. Гордост за еркечени е, че църквата е съхранена в оригиналния си вид – правени са през дългото ѝ съществуване само козметични промени.

## Културни и природни забележителности
„Гаража“ – Селото е изградило и притежава огромен гараж за автобуси. Намира се по средата на двата центъра: Долния-„площада“, където са общината, училището, худ. галерия, поповата къща и Горния-„хорището“. „Гаража“ е построен в резултат на това, че трима Гошовци, след като се напили порядъчно, решили да си допият в съседното село. Поради липса на транспорт, решили да откраднат за „малко“ селския автобус и да отидат да си видят приятелките и до сутринта да го върнат, без никой да забележи. На 200 м по надолнището, обаче автобусът се преобърнал точно пред Общината и те се разбягали. Присъдата на съда – селския правораздавателен орган тогава, е била повече от ясна. „Избирайте! Затвор или ще строите гараж за автобус“. Над 100 волски каруци камъни са изкопали и пренесли тримата герои, но не им достигнали сили да изпълнят грандиозния проект, въпреки желанието им да се отърват от затвора. Останалото са довършили с колективен труд хората от селото /свидетелства дядо Яни Габъра, живеещ наблизо/. С внушителните си размери на височина 7 метра, той и сега побира двуетажен автобус или тежкотоварен камион-(TIR) в дълбочина – 22 м.
В селото има група за автентичен български фолклор.

## Редовни събития
Това е единственото село в България, в което лазарките са празнували преди години два поредни дни На Лазаровден – „Малко Лазари“ и на Цветница – „Голямо Лазари“. Така е било, когато селото е било многобройно. На „Лазаровден“-/събота/ -празнували малките момичета, а в неделя „Цветница“ – момите. Сега всички играят „Лазари“ само в неделя – Цветница, заради малката раждаемост в селото. Първо играят големите моми, но след като се оттеглят, стари баби и невръстни внучки продължават на освободената сцена. Обичаят се изпълнява така, както се е изпълнявал преди векове изпълнен с много колорит и красота. Сбора на селото се празнува на Петков ден /„петки“/ по стар стил. Същият ден е и празник на църквата в селото „Света Петка-Параскева“

## Личности
- Душо Желев, български революционер, войвода на ВМОРО[14]
- Петко Великов (1833 – 1931) – посреща Васил Левски през 1871 и 1872 г. За освобождението на България допринася с 42 златни монети и е ръкоположен от Дякона в дома си. /спр. „Еркеч“ – проф. Петър Куцаров/
- Рою Петков (1880 – ?), деец на ВМОРО, участник в Илинденско-Преображенското въстание в 1903 година[15]

### Загинали през Балканската и Първата Световна Война
Първа в Еркеч получава скръбна телеграма баба Злата (Манзарката) – за единия от синовете си, изпратени на фронта. Впоследствие получава още четири скръбни телеграми и така оплаква петимата си синове, без да може да ги види. Те са:
1. Ройо Пейков Манзаров,
2. Васил Пейков Манзаров,
3. Неделчо Пейков Манзаров,
4. ? Пейков Манзаров,
5. ? Пейков Манзаров.

Скръбната поредица следват:
1. Марко Лефтеров Златинов(?)
2. Жельо Маринов Кръстев
3. Стоян ? – на Кераца мъжа и
4. Неделчо – на баба Рада Кандъчката
5. Илия Липчев
6. Илия Димов
7. Вълко Стоянов
8. Пейко Сархошев
9. Жельо Щерионов Христов
10. Злати Мочуков
11. Димо Душев Петров
12. ? Душев Петров – брат на предходния
13. Димо Желев Сархошев
14. Къньо Стойков
15. Пейко Василев Сархошев
16. Дойчо Станчев Вълков
17. Лефтер Петров Чукачев
18. Стоян Георгиев Гьочев

### Загинали през Втората Световна война
1. Иван Янев Куцаров – потомък на Каракуцарския род /„Куцарията“/ в Еркеч. Като войник през 1944 г., е встъпил по призива на поручик Дичо Петров в партизански батальон „Хр. Ботев“. Загинал е в сражение край с. Батуля, Македонско, през май 1944 г. Той е единственият партизанин, който дава Еркеч и сам става жертва.
2. Кольо Калчев Панайотов – мобилизиран
3. Петко Цвятков Златинов – мобилизиран
4. Димитър Янев – мобилизиран
5. Пейо Лефтеров Великов – мобилизиран
6. Стоян Георгиев Стоянов /Гьочето/ – мобилизиран
7. Дойчо Митев Дойчев – мобилизиран

## Паметници
На „Симовта“ чешма е разстрелян предателят на партизаните Парапанко („парапанко“ – (от гр.) – погърчен човек, тоест женен за гъркиня), който също няма нищо общо с Еркеч, но носи отговорност за четирима застреляни в битка, плюс още 22 души, разстреляни без съд и присъда. Последните са погребани в общ гроб между с. Топчийско и с. Добра поляна. Нелепата смърт на тези 26-има души е подробно описана в книгата „Никога няма да бъдат забравени“